# Ивановский, Евгений Филиппович
Евге́ний Фили́ппович Ивано́вский (бел. Яўге́н Пілі́павіч Івано́ўскі, 7 марта 1918, Черея, Могилёвской губернии, ныне в составе Чашникского района Витебской области, Белоруссия — 22 ноября 1991, Москва) — советский военачальник. Главнокомандующий Сухопутными войсками СССР — заместитель Министра обороны СССР (1985—1989), генерал армии (1972). Герой Советского Союза (1985). Член ЦК КПСС  (1971—1989)

## Детство и юность
Родился 7 марта 1918 года в деревне Черея Могилёвской губернии (ныне в составе Чашникского района Витебской области Республики Беларусь) в крестьянской семье. Белорус. В 1925 году семья переехала на станцию Красный Лиман ныне Донецкой области, где отец стал работать на железной дороге. Окончил станционную школу-десятилетку в 1935 году. Работал дежурным техником на станционном радиоузле.

## Довоенная служба
В августе 1936 года призван в Рабоче-Крестьянскую Красную Армию. Окончил Саратовское бронетанковое училище в декабре 1938 года. С января 1939 года командовал взводом лёгких танков Т-26 в танковом полку Московского военного округа, с сентября того же года — помощник начальника штаба батальона 39-й отдельной танковой бригады. В сентябре 1939 года участвовал в освободительном походе в Западную Белоруссию, зимой 1939—1940 годов — в советско-финской войне. За мужество в боях на Карельском перешейке награждён своей первой наградой — орденом Красной Звезды. Летом 1940 года направлен на учёбу в Военную академию механизации и моторизации РККА имени И. В. Сталина.

## Великая Отечественная война
В октябре 1941 года в ускоренном порядке был выпущен из академии в звании капитана и направлен на фронт Великой Отечественной войны. Воевал начальником штаба 27-го отдельного танкового батальона в составе 5-й армии на Западном фронте, участвовал в оборонительном и наступательном этапах битвы за Москву. В декабре 1941 года назначен командиром своего танкового батальона, тогда же вступил в ВКП(б). Отличился при освобождении Можайска, возглавляемый им батальон поддерживая 601-й мотострелковый полк 82-й мотострелковой дивизии одним из первых ворвался в город в ночь с 19 на 20 января 1942 года.
В марте 1942 года — заместитель начальника штаба формирующейся 199-й танковой бригады. В том же месяце майор Е. Ф. Ивановский назначен начальником разведотдела 2-го танкового корпуса, формировавшегося в Горьком. С июля 1942 года — в составе корпуса в боях на Брянском фронте. В августе 1942 года корпус был переброшен в район Сталинграда и два месяца героически держал оборону севернее города в ходе Сталинградской битвы. С декабря 1942 года участвовал в операции по разгрому немецких войск под Сталинградом и последующем наступлении на среднем Дону, отличился при освобождении городов Миллерово и Ворошиловград. 20 февраля 1943 года награждён орденом Красного Знамени. Летом 1943 года в составе Воронежского фронта участвовал в Курской битве и в битве за Днепр. 31 июля 1943 года начальник разведотдела корпуса подполковник Ивановский был награждён орденом Отечественной войны II степени. С июля 1943 года — начальник оперативного отдела того же корпуса. В сентябре 1943 года за массовый героизм личного состава и отличные действия в наступлении корпус получил гвардейское знамя и стал именоваться 8-м гвардейским танковым корпусом, а Е. Ф. Ивановский 28 октября 1943 года был награждён орденом Отечественной войны I степени. Летом 1944 года вновь отличился в Белорусской наступательной операции в составе войск 2-й танковой армии 1-го Белорусского фронта. За «умелое обеспечение управления частями и соединениями корпуса в бою» при форсировании войсками корпуса реки Западный Буг и «быстрое очищение города Люблин от вражеских полчищ» начальник оперативного отдела штаба корпуса Е. Ф. Ивановский был награждён 4 августа 1944 года вторым орденом Красного Знамени, а «за проявленное мужество и отвагу в боях по овладению шоссе Белосток-Варшава» был награждён 20 сентября 1944 года третьим орденом Красного Знамени.
С октября 1944 года до конца войны гвардии полковник Е. Ф. Ивановский — командир 62-го гвардейского отдельного тяжелого танкового Краснознаменного полка в составе того же корпуса, во главе него успешно действовал в составе войск 2-го Белорусского фронта в Восточно-Прусской наступательной операции. Отличился при штурме городов Староград и Гдыня. В войну проявил себя мастером тактических действий и лично отважным офицером. В 24 года стал подполковником, в 26 лет — полковником. В январе 1945 года гвардии полковник Е. Ф. Ивановский, командуя двумя ротами своего полка, был ранен и отличился в бою под городом Липпштадт и 14 февраля 1945 года был награждён орденом Суворова III степени.

## Послевоенная служба
После войны около года командовал танковым полком. С 1946 года — начальник разведывательного отдела и начальник отдела боевой подготовки штаба 5-й гвардейской механизированной армии, с 1952 года — заместитель командующего бронетанковыми и механизированными войсками по самоходной артиллерии Белорусского военного округа, с 1953 года — начальник штаба 8-й механизированной дивизии, с 1954 года — командир 29-й танковой дивизии в Белорусском военном округе. Окончил академические курсы усовершенствования офицерского состава при Военной академии бронетанковых и механизированных войск имени И. В. Сталина в 1952 году, Военную академию Генерального штаба с золотой медалью в 1958 году.
С ноября 1958 года — первый заместитель начальника штаба Дальневосточного военного округа. С марта 1961 года — командующий 1-й гвардейской танковой армией в Группе советских войск в Германии. С декабря 1965 года — первый заместитель командующего войсками Московского военного округа (почти два года исполнял обязанности командующего округа после того, как командующий А. П. Белобородов попал в автомобильную катастрофу), а с июня 1968 года — командующий войсками Московского военного округа.
С июля 1972 года по декабрь 1980 года — главнокомандующий Группой советских войск в Германии. Занимал эту должность дольше всех главнокомандующих — в течение 8 лет.

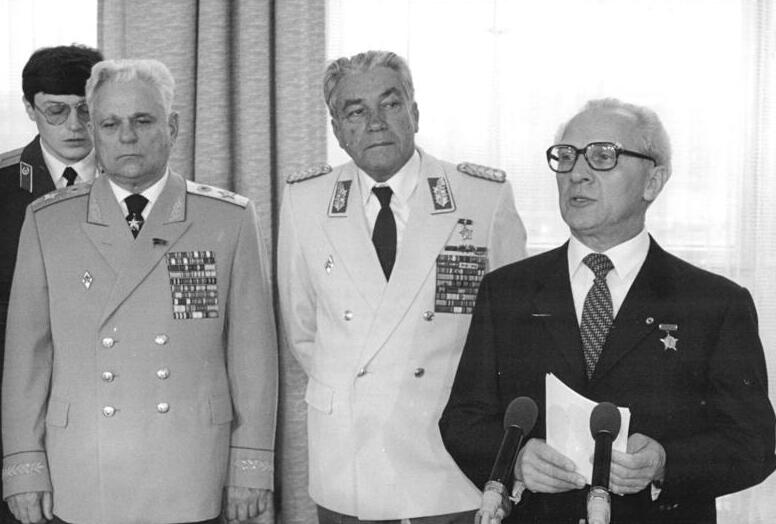
Главком ГСВГ генерал армии Ивановский Е. Ф. (слева), министр обороны ГДР Х. Гофман, руководитель ГДР Эрих Хонеккер. Берлин, 27 октября 1980 г.
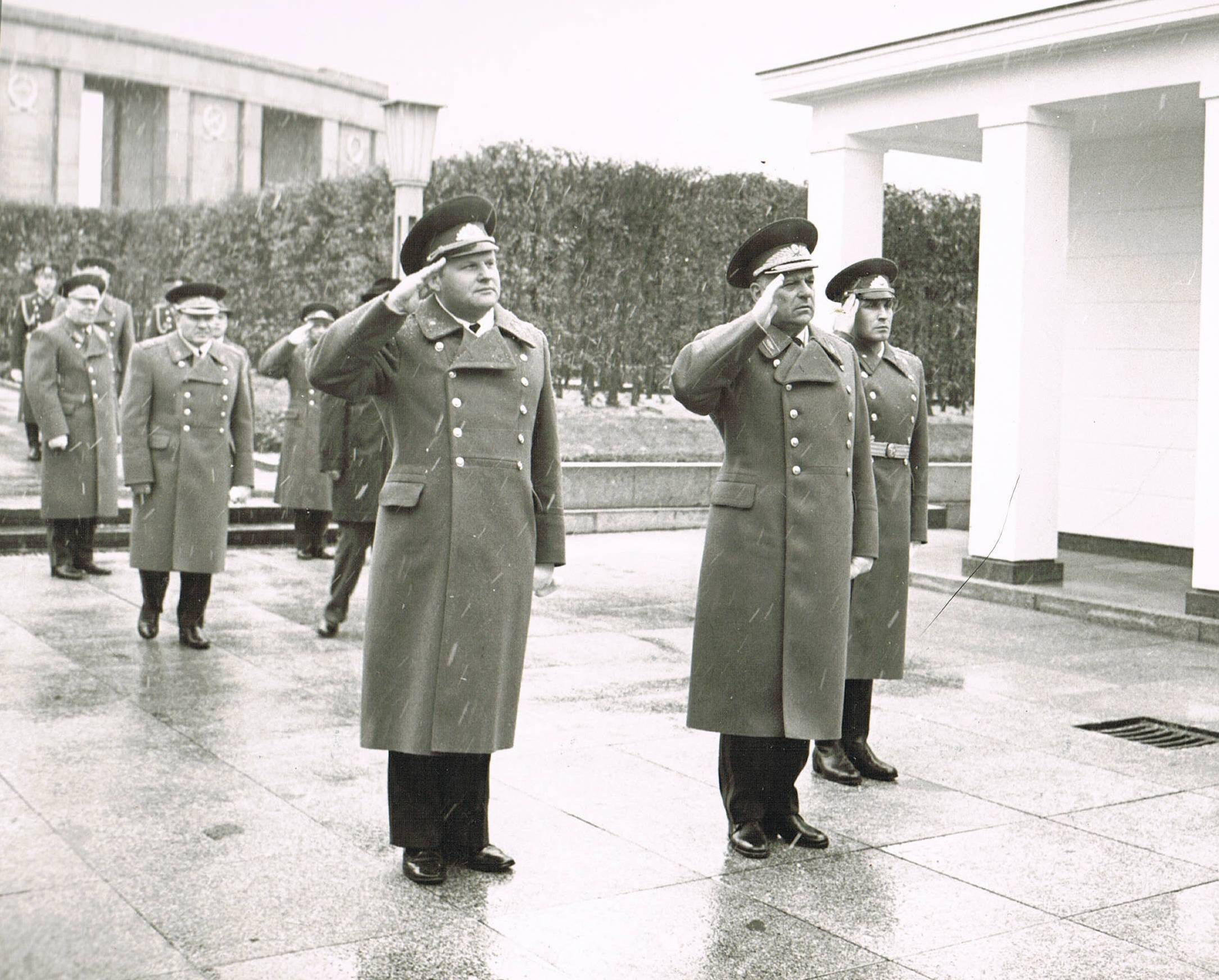
главком ГСВГ генерал армии Ивановский Е.Ф. (в центре), подполковник Дорофеев А.А. у памятника в Тиргартене, Западный Берлин, 7 ноября 1980 г.
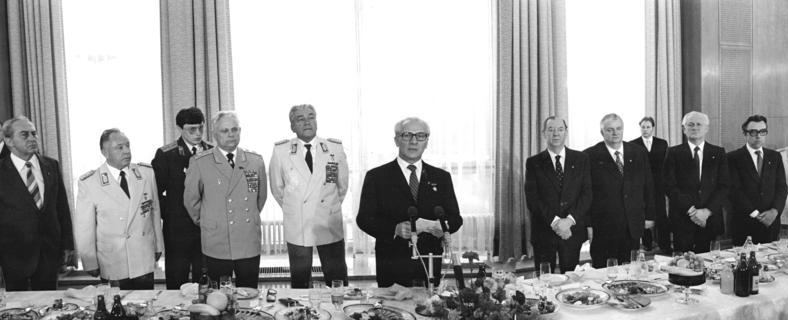
Главком ГСВГ генерал армии Ивановский Е. Ф., министр обороны ГДР Х. Гофман, руководитель ГДР Эрих Хонеккер. Берлин, 27 октября 1980 г.
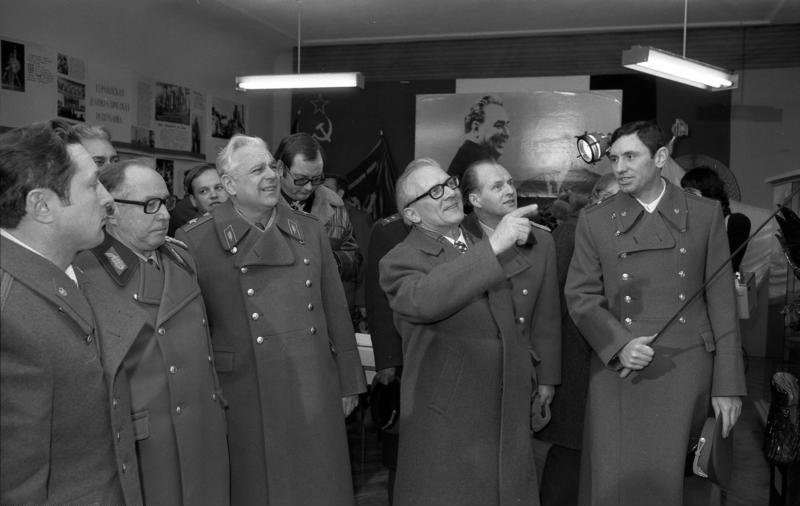
Главком ГСВГ генерал армии Ивановский Е. Ф. и руководитель ГДР Эрих Хонеккер. Гарнизон ГСВГ во Франкфурте-на-Одере, 20 февраля 1978 г.

С декабря 1980 года — командующий войсками Белорусского военного округа.
21 февраля 1985 года за мужество и отвагу, проявленные в борьбе с немецко-фашистскими захватчиками в годы Великой Отечественной войны, и умелое командование войсками в послевоенный период, совершенствование их боевой готовности, удостоен звания Героя Советского Союза.
С 5 февраля 1985 года — главнокомандующий Сухопутными войсками СССР — заместитель министра обороны СССР.
С 4 января 1989 года — в Группе генеральных инспекторов министерства обороны СССР. По многочисленным отзывам и воспоминаниям современников, был выдающимся мастером боевой подготовки войск.
В 1971—1989 годах член ЦК КПСС. Депутат Совета Национальностей Верховного Совета СССР 8-11-го созывов (1970—1989 гг.). Автор мемуаров.
Почётный гражданин города Красного Лимана.
Жил в Москве, где и скончался 22 ноября 1991 года. Похоронен на Новодевичьем кладбище.
Имел троих  детей. Первая супруга — Анна Айрапетовна, от которой родилась дочь Эмма Евгеньевна. В последующем после развода с первой супругой был женат второй раз. После развода родителей двухгодовалая дочь осталась с матерью, ей сменили фамилию и отчество по второму супругу матери. В последующем дочь Эмма вышла замуж за офицера Саркисяна Арменака Оганесовича (который в последние годы службы был заместителем начальника штаба Группы советских войск в Германии с 1987 по 1989 годы).
Один из внуков — Валерий Виноградов.

## Воинские звания
- Лейтенант (1938)
- Старший лейтенант (1940)
- Капитан (октябрь 1941)
- Майор (март 1942)
- Подполковник (сентябрь 1942)
- Полковник (28.09.1944)
- Генерал-майор танковых войск (8.08.1955)
- Генерал-лейтенант танковых войск (27.04.1962)
- Генерал-полковник (25.10.1967)
- Генерал армии (3.11.1972)[12]

## Награды
- Герой Советского Союза (21.02.1985) с вручением медали «Золотая Звезда» (№ 11524);
- 3 ордена Ленина (1972, 1978, 21.02.1985)
- Орден Октябрьской Революции (5.3.1988);
- 4 ордена Красного Знамени (20.02.1943[13], 4.8.1944[14], 20.9.1944[15], 2.9.1968);
- Орден Кутузова I степени (04.11.1981);
- Орден Суворова III степени (14.02.1945[16]);
- 2 ордена Отечественной войны I степени (20.10.1943[17], 11.03.1985);
- Орден Отечественной войны II степени (31.07.1943[18]);
- 2 ордена Красной Звезды (7.5.1940, 1951);
- Орден «За службу Родине в Вооружённых Силах СССР» III степени (30.04.1975);
- Медаль «За боевые заслуги» (03.11.1944);
- Медаль «За оборону Ленинграда»;
- 1945[19].
- 1942;
- Медаль «За освобождение Варшавы»;
- Другие медали СССР

## Иностранные награды
- Орден Карла Маркса (ГДР, 1980);
- Орден Шарнхорста (ГДР);

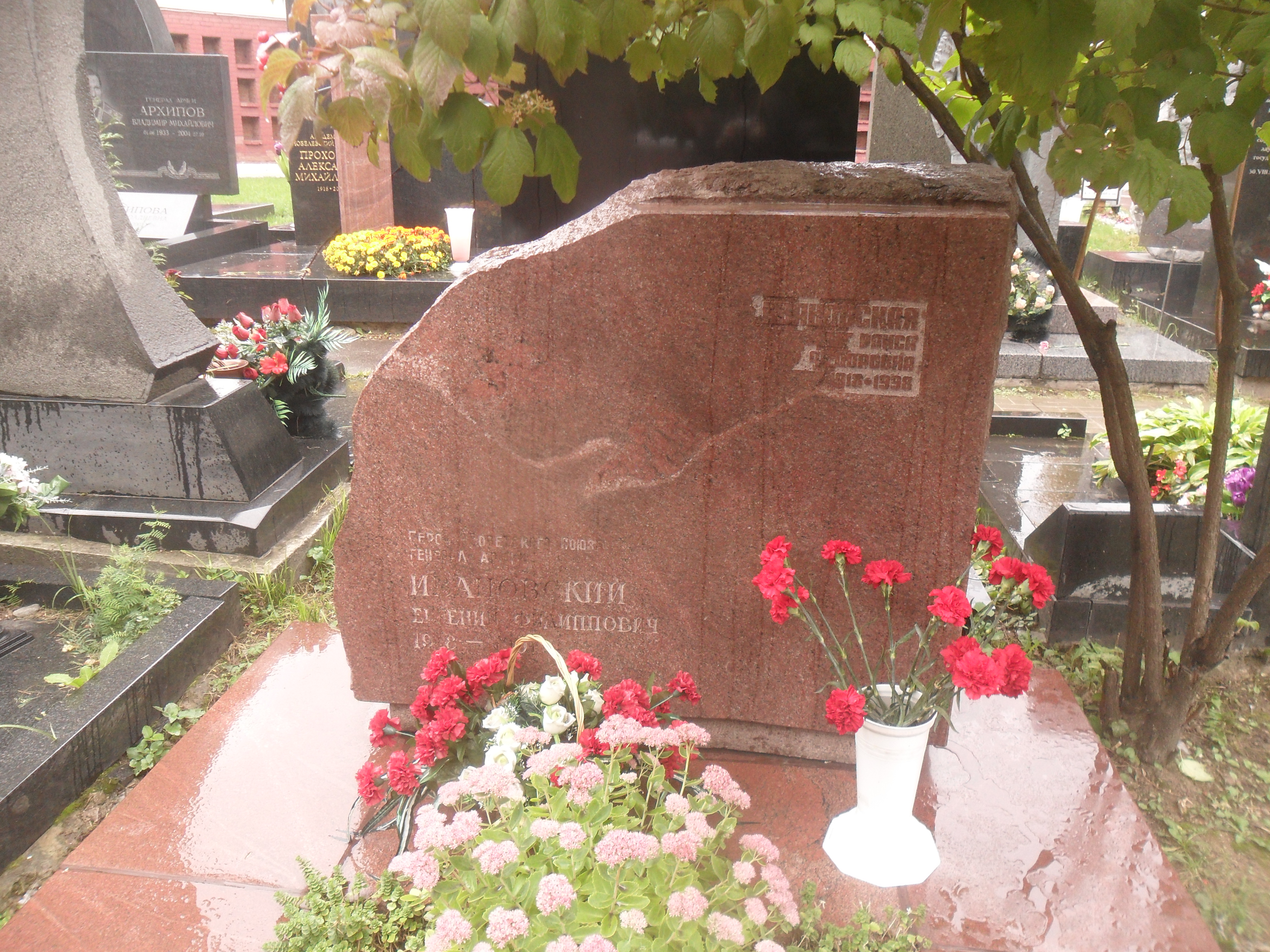
Могила Е. Ф. Ивановского на Новодевичьем кладбище Москвы.

- Орден Боевого Красного Знамени (Монголия, 6.07.1971);
- Орден «За боевые заслуги» (Монголия);
- Командорский крест ордена Возрождения Польши (Польша, 06.10.1973);
- Командор ордена Заслуг перед Польской Народной Республикой (Польша, 12.04.1985);
- Большой рыцарский крест ордена Белого слона (Таиланд, 12.1987);
- Крест Храбрых (Польша, 19.12.1968);
- Медаль «Братство по оружию» в золоте (ГДР);
- Медаль «30 лет Национальной Народной Армии» (ГДР);
- Медаль «За укрепление дружбы по оружию» 1-й степени (ЧССР);
- Медаль «40 лет освобождения Чехословакии Советской Армией» (ЧССР, 1985);
- Медаль «30 лет Болгарской народной армии» (Болгария, 14.09.1974);
- Медаль «40 лет Социалистической Болгарии» (Болгария, 15.01.1985);
- Медаль «40 лет Победы над гитлеровским фашизмом» (Болгария, 16.05.1985);
- Медаль «За боевое содружество» I степени (Венгрия, 1985);
- Медаль «Военная доблесть» (Румыния, 1985);
- Медаль «40 лет освобождения Кореи» (КНДР, 10.08.1985);
- Медаль «40 лет Халхин-Гольской Победы» (Монголия, 1979);
- Медаль «50 лет Монгольской Народной Армии» (Монголия, 1971);
- Медаль «50 лет Монгольской Народной Революции» (Монголия, 1971);
- Медаль «30 лет Победы над милитаристской Японией» (Монголия, 1976);
- Медаль «20-я годовщина Революционных Вооруженных сил Кубы» (Куба, 1976);
- Медаль «30-я годовщина Революционных Вооруженных сил Кубы» (Куба, 1986).

## Память
- Имя Героя высечено золотыми буквами в зале Славы Центрального музея Великой Отечественной войны в Парке Победы города Москвы.
- В Витебске, Волгограде и Слуцке именем генерала Ивановского названы улицы.
- В городе Чашники Витебской области Беларуси установлен стенд на Аллее Славы.
- В Москве на Новодевичьем кладбище установлен надгробный памятник.
- Мемориальная доска на здании Министерства обороны Республики Беларусь в Минске.
- 1 сентября 2020 года в микрорайоне Билево города Витебск введена в эксплуатацию средняя школа № 47, носящая имя Е. Ф. Ивановского[20]. Одна из экспозиций школьном музее посвящена Е. Ф. Ивановскому.

## Труды
- Ивановский Е. Ф. «Атаку начинали танкисты». — М.: Воениздат, 1984. — 254 с. — (Военные мемуары). — 100 000 экз.
- Ивановский Е. Ф. «Победы немеркнущий свет». — Минск: Беларусь, 1985. — 207 с. — (Советская Армия на фронтах Великой Отечественной войны 1941-1945 гг. — Воспоминания и записки).